# Női 1000 méteres gyorskorcsolya az 1960. évi téli olimpiai játékokon
Az 1960. évi téli olimpiai játékokon a gyorskorcsolya női 1000 méteres versenyszámát február 22-én rendezték. Az aranyérmet a szovjet Klara Guszeva nyerte meg. A versenyszámban nem vett részt magyar versenyző.
Ez a versenyszám először szerepelt a téli olimpia programjában.

## Rekordok
A versenyt megelőzően a következő rekord volt érvényben:
| Világrekord | Tamara Rilova (URS) | 1:33,4 | Medeo, Szovjetunió | 1955. január 12. |

Elsőként megrendezett versenyszámként a következő olimpiai rekord született:
| Klara Guszeva (URS) | 1:34,1 | Squaw Valley, Amerikai Egyesült Államok | 1960. február 22. |

## Végeredmény
Mindegyik versenyző egy futamot teljesített, az időeredmények határozták meg a végső sorrendet. Az időeredmények másodpercben értendők. A rövidítések jelentése a következő:
- OR: olimpiai rekord

| Helyezés | Versenyző                    | Nemzet                      | Idő           |
| -------- | ---------------------------- | --------------------------- | ------------- |
| Arany    | Klara Guszeva                | Szovjetunió (URS)           | 1:34,1 OR     |
| Ezüst    | Helga Haase                  | Egyesült Német Csapat (EUA) | 1:34,3        |
| Bronz    | Tamara Rilova                | Szovjetunió (URS)           | 1:34,8        |
| 4.       | Ligyija Szkoblikova          | Szovjetunió (URS)           | 1:35,3        |
| 5.       | Helena Pilejczyk             | Lengyelország (POL)         | 1:35,8        |
| 5.       | Nagakubo-Takamizava Hacue    | Japán (JPN)                 | 1:35,8        |
| 7.       | Hama Fumie                   | Japán (JPN)                 | 1:36,1        |
| 8.       | Jeanne Ashworth              | Egyesült Államok (USA)      | 1:36,5        |
| 9.       | Eevi Huttunen                | Finnország (FIN)            | 1:37,2        |
| 10.      | Iris Sihvonen                | Finnország (FIN)            | 1:37,3        |
| 11.      | Christina Lindblom-Scherling | Svédország (SWE)            | 1:37,5        |
| 12.      | Elsa Einarsson               | Svédország (SWE)            | 1:38,0        |
| 13.      | Doreen Ryan                  | Kanada (CAN)                | 1:38,1        |
| 14.      | Françoise Lucas              | Franciaország (FRA)         | 1:38,4        |
| 15.      | Jeanne Omelenchuk            | Egyesült Államok (USA)      | 1:39,8        |
| 16.      | Takano Josiko                | Japán (JPN)                 | 1:39,9        |
| 17.      | Natascha Liebknecht          | Egyesült Német Csapat (EUA) | 1:43,5        |
| 18.      | Sigrit Behrenz               | Egyesült Német Csapat (EUA) | 1:43,8        |
| 19.      | Peggy Robb                   | Kanada (CAN)                | 1:45,8        |
| 20.      | Han Hjedzsa                  | Dél-Korea (KOR)             | 1:48,8        |
| –        | Kim Kjonghö                  | Dél-Korea (KOR)             | nem ért célba |
| –        | Elwira Seroczyńska           | Lengyelország (POL)         | nem ért célba |